# Глущенко, Николай Петрович

Бюст Глущенко в Измаиле

Николай Петрович Глу́щенко (1901—1977) — советский украинский художник-живописец и разведчик. Народный художник СССР (1976).

## Биография[3]
Родился 4 (17) сентября 1901 года в Новомосковске (ныне Днепропетровская область, Украина).
В 1918 году окончил коммерческое училище в Юзовке (ныне Донецк). Вскоре по мобилизации был зачислен в Добровольческую армию А. И. Деникина. Через некоторое время с остатками белогвардейских частей оказался на территории Польши. Там попал в Щелковский лагерь для интернированных лиц, а оттуда сбежал в Германию. Занимался в школе-студии Ганса Балушека в Берлине. В 1920—1924 годах учился в Берлинской высшей школе изобразительных искусств (ныне Берлинский университет искусств). В 1925 году переехал в Париж, где испытал влияние французских импрессионистов: К. Моне, Э. Дега, А. Матисса, В. Ван Гога. Создал портреты Р. Ролана и А. Барбюса и др. Оформил советский павильон Лионской ярмарки.
К началу 1930-х годов творческий облик художника окончательно сформировался, он выступил как талантливый мастер с собственным оригинальным лицом. Его живописи присуща импрессионистичность, тонкое ощущение декоративной выразительности цвета и свобода выражения. В 1930 году создал серию иллюстраций к поэме Н. В. Гоголя «Мертвые души».
В 1934 году художник совершил творческую поездку в Испанию на Балеарские острова и Мальорку.
В 1936 году возвратился в Москву, а в 1944 году переехал в Киев.
В этом же году художник создал насыщенный драматизмом пейзаж «Киев 1944 года. Улица Карла Маркса». Серое небо нависает над городом, разбитые дома и дороги когда-то прекрасной улицы. Вдалеке фигурки людей, которые разбирают завалы и снег — всё это объединение психологических и цветовых контрастов.

Глущенко Н.П. Зимний пейзаж

Глущенко Н.П. Парусники

Работал в различных живописных жанрах, но излюбленной его темой был пейзаж. Такова, например, ранняя серия «Берлинские этюды» (1939), циклы документальных пейзажей послевоенного Киева (1944), картины: «Март на Днепре» (1947), «Киевская осень» (1950), «Оттепель» (1956), «Зимнее солнце» (1956), «Весна в Карпатах» (1957), «Весна под Киевом» (1961), «Майский цвет» (1971), «Май», «Зимний пейзаж», «Парусники», «Солнце на море» (1974), циклы пейзажей из путешествий по Италии, Франции, Бельгии, Швейцарии и многие другие.
В 1970-е годы художник увлекался техникой монотипии и создал в ней целый ряд цветочных натюрмортов. Картины мастера находятся во многих украинских и зарубежных музеях и частных коллекциях.
Член СХ СССР.
Скончался 31 октября 1977 года в Киеве. Похоронен на Байковом крадбище.

## Награды и звания
- Народный художник Украинской ССР (1944)
- Народный художник СССР (1976)
- Государственная премия Украинской ССР имени Т. Г. Шевченко (1972) — за серии живописных произведений «По ленинским местам за границей», «Пейзажи Украины» (1969—1971).
- Орден Трудового Красного Знамени (1960)

## Глущенко как советский разведчик
Живя в Берлине и Париже, с 1926 года начал сотрудничать с советской разведкой. При его жизни о работе на СССР никто из знакомых и коллег по творчеству не знал. Он был одним из тех, кто заблаговременно (в январе 1940) проинформировал советское правительство о готовящемся нападении нацистской Германии. Эту информацию он получил во время выставки народного творчества СССР в Берлине, на которой он был организатором.